# Litchfield County
Litchfield County ist ein County im US-Bundesstaat Connecticut. Die größte Stadt des Countys ist Torrington. Der traditionelle Verwaltungssitz ist Litchfield, allerdings wurden in Connecticut alle lokalen Verwaltungsfunktionen auf die Gemeinden übertragen.

## Geographie
Das County hat eine Fläche von 2446 Quadratkilometern, wovon 64 Quadratkilometer Wasserfläche sind. Es grenzt im Uhrzeigersinn an folgende Countys: Berkshire County und Hampden County (Massachusetts), Hartford County, New Haven County, Fairfield County und Dutchess County (New York).

## Geschichte
Litchfield County wurde 1751 aus Teilen von Fairfield County, Hartford County und New Haven County gebildet.

## Demografische Daten

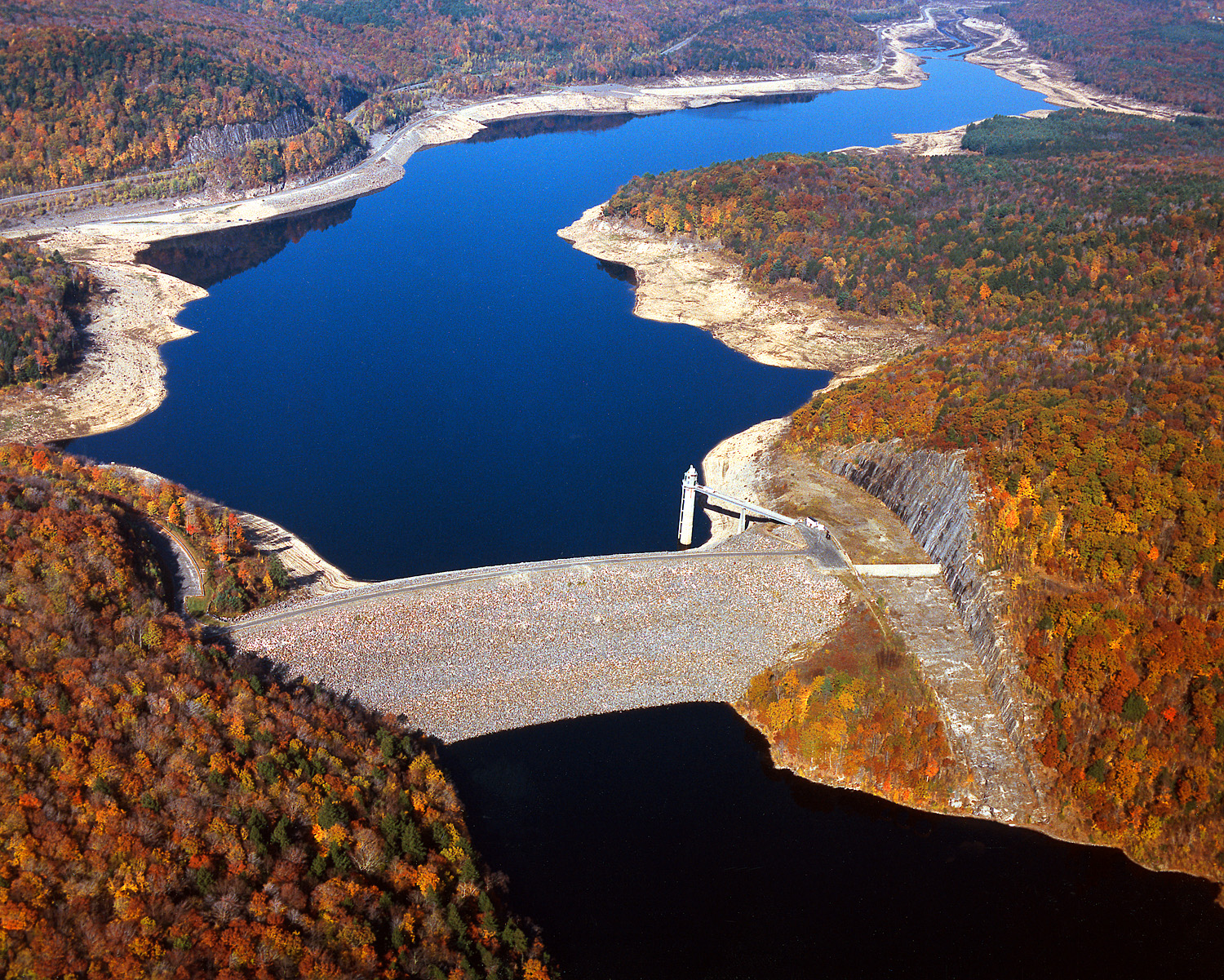
Das West Branch Reservoir mit Staudamm des Farmington River

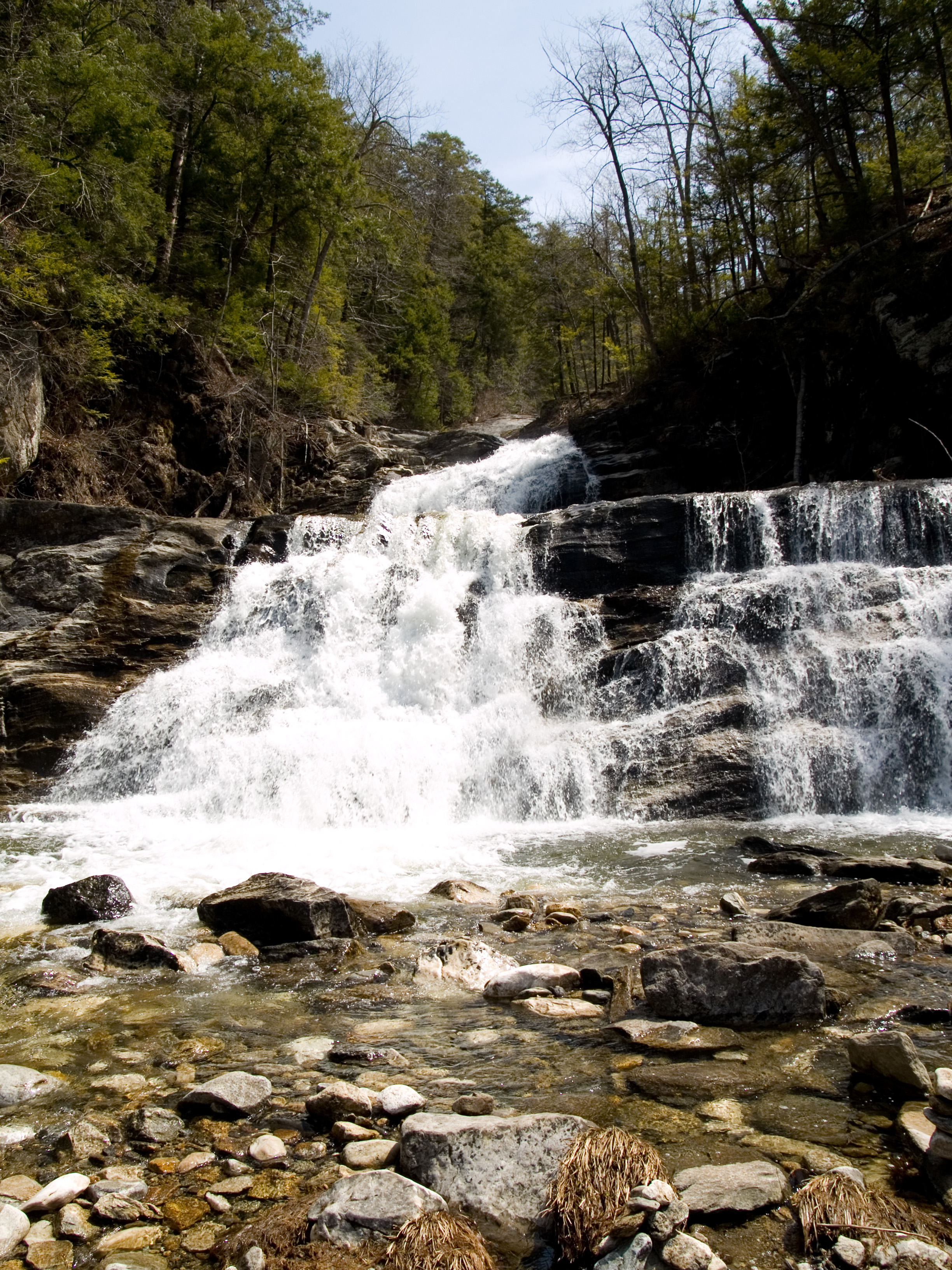
Die Kent Falls im Kent Falls State Park

Nach der Volkszählung im Jahr 2000 lebten im County 182.193 Menschen. Es gab 71.551 Haushalte und 49.584 Familien. Die Bevölkerungsdichte betrug 76 Einwohner pro Quadratkilometer. Ethnisch betrachtet setzte sich die Bevölkerung zusammen aus 95,77 % Weißen, 1,10 % Afroamerikanern, 0,18 % amerikanischen Ureinwohnern, 1,17 % Asiaten, 0,02 % Bewohnern aus dem pazifischen Inselraum und 0,68 % aus anderen ethnischen Gruppen; 2,14 % der Gesamtbevölkerung waren spanischer oder lateinamerikanischer Abstammung.
Von den 71.551 Haushalten hatten 32,1 % Kinder und Jugendliche unter 18 Jahre, die bei ihnen lebten. 57,2 % waren verheiratete, zusammenlebende Paare, 8,6 % waren allein erziehende Mütter. 30,7 % waren keine Familien. 25,3 % waren Singlehaushalte und in 10,2 % lebten Menschen im Alter von 65 Jahren oder darüber. Die Durchschnittshaushaltsgröße betrug 2,51 und die durchschnittliche Familiengröße lag bei 3,03 Personen.
Auf das gesamte County bezogen setzte sich die Bevölkerung zusammen aus 24,6 % Einwohnern unter 18 Jahren, 5,7 % zwischen 18 und 24 Jahren, 29,8 % zwischen 25 und 44 Jahren, 25,7 % zwischen 45 und 64 Jahren und 14,2 % waren 65 Jahre alt oder darüber. Das Durchschnittsalter betrug 40 Jahre. Auf 100 weibliche Personen kamen 95,6 männliche Personen, auf 100 Frauen im Alter ab 18 Jahren kamen statistisch 92,5 Männer.

Das jährliche Durchschnittseinkommen eines Haushalts betrug 56.273 USD, das Durchschnittseinkommen der Familien betrug 66.445 USD. Männer hatten ein Durchschnittseinkommen von 45.586 USD, Frauen 31.870 USD. Das Prokopfeinkommen betrug 28.408 USD. 4,5 % der Bevölkerung und 2,7 % der Familien lebten unterhalb der Armutsgrenze. Darunter waren 4,3 % der Bevölkerung unter 18 Jahren und 5,4 % der Einwohner ab 65 Jahren.

## Sehenswürdigkeiten

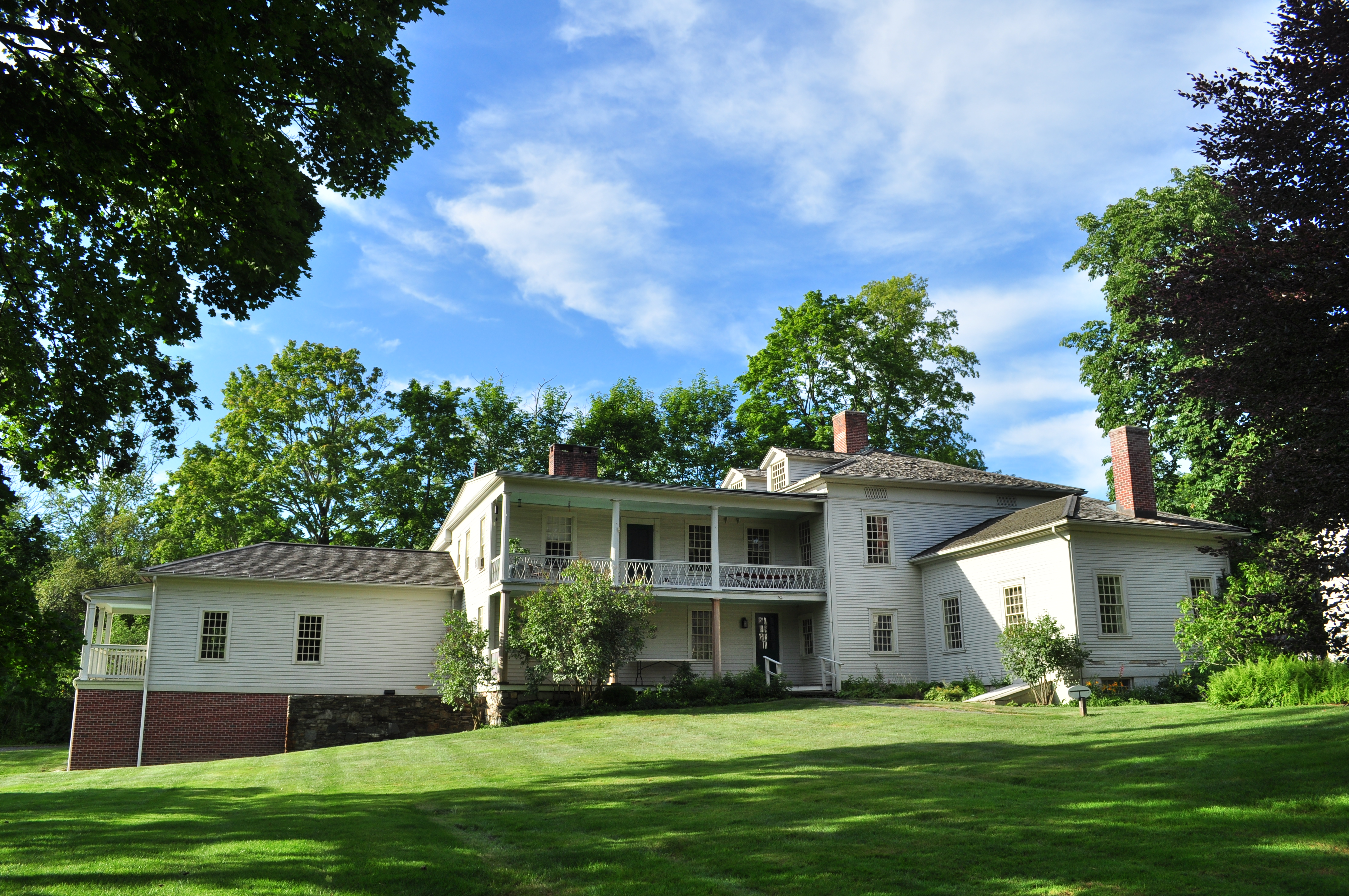
Litchfield Law School, auch als Tapping Reeve House and Law School bekannt, in Litchfield (2013). Sie war die erste private Rechtsschule in den Vereinigten Staaten und wurde von Tapping Reeve im Jahr 1784 gegründet. Zu den Studenten gehörten unter anderem Aaron Burr und John C. Calhoun. Im Dezember 1965 erhielt das Gebäude als erstes Denkmal im County den Status eines National Historic Landmark zuerkannt.

174 Bauwerke, Stätten und historische Bezirke (Historic Districts) im Hartford County sind im National Register of Historic Places („Nationales Verzeichnis historischer Orte“; NRHP) eingetragen (Stand 30. September 2022), darunter haben vier Orte den Status von National Historic Landmarks („Nationales historisches Wahrzeichen“), nämlich der Litchfield Historic District, die Litchfield Law School, die Foreign Mission School und das Oliver Wolcott House.

## Orte im Litchfield County
- Amesville
- Bakersville
- Bantam
- Barkhampsted Center
- Barkhamsted
- Bethlehem
- Birch Groves
- Bridgewater
- Bulls Bridge
- Burrville
- Calhoun Corners
- Campville
- Canaan
- Canaan Valley
- Candlewood Lake Club
- Candlewood Point
- Candlewood Springs
- Clayton
- Colebrook
- Cornwall
- Cornwall Bridge
- Drakeville
- East Canaan
- East Cornwall
- East Kent
- East Litchfield
- East Morris
- East Plymouth
- Ellsworth
- Falls Village
- Flanders
- Gaylordsville
- Goshen
- Grantville
- Grappaville
- Hammertown
- Hampsted
- Hancock
- Harwinton
- Hickory Haven
- Horse Heaven
- Hotchkissville
- Huntsville
- Joyceville
- Kent
- Kent Furnace
- Lakeside
- Lakeville
- Lanesville
- Lime Rock
- Litchfield
- Lower City
- Lower Merryall
- Macedonia
- Marble Dale
- McClaveville
- Merwinsville
- Milton
- Minortown
- Mitchelstown
- Mooreville
- Morris
- Nepaug
- New Hartford
- New Milford
- New Preston
- Newberry Corner
- Newfield
- Norfolk
- North Colebrook
- North Cornwall
- North Goshen
- North Kent
- North Woodbury
- Northfield
- Northville
- Oakville
- Ore Hill
- Pequabuck
- Pine Grove
- Pine Meadow
- Pleasant Valley
- Plymouth
- Pomperaug
- Puddle Town
- Reynolds Bridge
- Riverton
- Robertsville
- Romford
- Roxbury
- Roxbury Falls
- Roxbury Station
- Russian Village
- Salisbury
- Sandy Beach
- Sharon
- Sharon Valley
- Sodom
- South Britain
- South Canaan
- South Ellsworth
- South Kent
- South Norfolk
- Taconic
- Terryville
- Thomaston
- Torringford
- Torrington
- Town Hill
- Twin Lakes
- Tyler Lake Heights
- Warren
- Washington
- Watertown
- West Cornwall
- West Goshen
- West Torrington
- West Woods
- Winchester
- Winchester Center
- Winsted
- Woodbury
- Woodville